# Juan XXIII (Bogotá)
Juan XXIII es un barrio de Bogotá ubicado en la localidad de Chapinero, en el nororiente de la ciudad. Comparte su nombre con otro barrio ubicado en la localidad de Barrios Unidos, dónde anteriormente correspondía al Polo. Surgido en principio como una barriada de invasión, en la actualidad limita al sur con la calle 65, y al norte con la calle 66. Por el oriente y occidente está delimitado respectivamente por las carreras Primera y Primera este. Cuenta con unos 2.500 habitantes. 